# Kortesaaret (ö i Norra Savolax, Varkaus)
Kortesaaret är en ö i Finland. Den ligger i sjön Enonvesi och i kommunen Varkaus i den ekonomiska regionen  Varkaus ekonomiska region  och landskapet Norra Savolax, i den sydöstra delen av landet, 290 km nordost om huvudstaden Helsingfors. Öns area är 32,3 hektar och dess största längd är 1 kilometer i nord-sydlig riktning.  Notera att namnet antyder att det är fråga om flera öar.